# Майсеня, Людмила Иосифовна
Людмила Иосифовна Майсеня (бел. Людміла Іосіфаўна Майсеня; 2 мая 1955, Великая Липа Несвижского района БССР) — белорусский математик и педагог, заведующая кафедрой физико-математических дисциплин Института информационных технологий БГУИР, доктор педагогических наук, доцент.

## Биография
Родилась в семье сельских учителей. Окончила Козловскую школу с золотой медалью и поступила на математический факультет Минского педагогического института имени А. М. Горького (ныне — Белорусский государственный педагогический университет имени Максима Танка).
В 1976—1982 годах работала младшим научным сотрудником Белорусского Национального института образования.
В 1982—1985 годах — аспирантка Белорусского государственного университета. Защитила кандидатскую диссертацию по теории аппроксимации (1987). Доцент с 1990 года.
После окончания аспирантуры была направлена на работу в Минский радиотехнический институт, где в течение 20 лет работала на кафедре высшей математики. Активно содействовала белорусизации обучения. Начиная с 1992 года, в числе первых, Л. И. Майсеня преподавала высшую математику на белорусском языке.

## Научная деятельность
Принимала активное участие в создании математической терминологии, работая в составе авторского коллектива «Русско-белорусского математического словаря» (1993). Свыше семи лет работала в составе редколлегии над «Математической энциклопедией» на белорусском языке, автором которой была Л. И. Майсеня (2001).

## Избранные труды
Автор ряда учебников, в том числе на белорусском языке:
- Курс вышэйшай матэматыкі в 3 томах (1994, 1997, первые два тома были написаны в соавторстве)
- Курс вышэйшай матэматыкі: Тэорыя функцый комплекснай зменнай. Аперацыйнае злічэнне (2003)
- Матэматычная энцыклапедыя (2001)
- Математика в примерах и задачах: учебное пособие для учащихся колледжей (2006)
- Математика в примерах и задачах: учебное пособие для учащихся колледжей (2008)
- Справочник по элементарной математике (2008)
- Развитие содержания математического образования учащихся колледжей: теоретические основы и прикладные аспекты (монография) (2008)
- Справочник по высшей математике (2010)
- Справочник по высшей математике. Основные понятия и формулы (2008)
- Справочник по математике и физике. Для школьников и абитуриентов (2011, в соавторстве)
- Математическое образование в средних специальных учебных заведениях: методология, содержание, методика (монография)(2011)

## Награды
- медаль им. Язепа Лесика «Ревнителю на ниве белорусского образования»
- медаль им. Бориса Кита «За достижения в просветительство и науке».